# Miotikum
Ein Miotikum (auch Mioticum; Plural: Miotika, älter auch Miotizis) ist ein Arzneimittel (Ophthalmikum) zur Verengung der Pupille (Miosis). Es wird zu diagnostischen oder therapeutischen Zwecken in der human- und veterinärmedizinischen Augenheilkunde verwendet und gehört zur Arzneimittelgruppe der Parasympathomimetika. Die Pupillenverengung erfolgt durch Reizung des Musculus sphincter pupillae. Hinsichtlich ihrer Wirkungsweise unterscheidet man dabei direkt und indirekt wirkende Miotika.
Therapeutische Verwendung finden Miotika hauptsächlich bei der Glaukombehandlung, wobei sie bei Sekundärglaukomen in der Regel jedoch kontraindiziert sind. Diagnostische Einsatzbereiche sind bspw. pharmakodynamische Pupillenuntersuchungen.
Als bekannte Nebenwirkungen können auftreten: variable Myopien, Akkommodationsspasmen, mangelnde Lichtanpassungsfähigkeit oder lokale Schmerzempfindung.
Gängige Miotika sind unter anderem: Pilocarpin, Acetylcholin, Physostigmin, Neostigmin, Histamin und Morphin. Hierbei handelt es sich in aller Regel um verschreibungspflichtige Wirkstoffe.